# Devilman Story
Devilman Story è un film del 1967 diretto da Paolo Bianchini.

## Trama
Il giornalista Mike Harway decide di aiutare la sua amica Christine nella ricerca di suo padre, il professor Becker, misteriosamente scomparso. Le ricerche, li portano in Africa e mentre stanno attraversando un deserto vengono catturati e portati al forte abbandonato di El Faium, che ospita il laboratorio di Devilman, il quale vorrebbe scambiare il suo cervello, con uno artificiale che lo renderà perfetto. Il prof. Baker dovrà procedere con il trapianto, testandolo su sua figlia.